# Castrada lutheri
Castrada lutheri är en plattmaskart. Castrada lutheri ingår i släktet Castrada och familjen Typhloplanidae. Inga underarter finns listade i Catalogue of Life.